# Massimo Semerano
Massimo Semerano (né en 1964) est un auteur de bande dessinée italien actif depuis le milieu des années 1980.

## Publications en français
- Fondation Babel (scénario), avec Marco Nizzoli (dessin), Vertige Graphic, 1998  (ISBN 2-908981-37-8).
- Vent de panique (scénario), avec Marco Nizzoli (dessin), Les Humanoïdes associés :

1. Peur sur la ville, 2006  (ISBN 2-7316-1750-0).
2. Vent de panique, 2007  (ISBN 978-2-7316-1945-4).

- Midi-Minuit (dessin), avec Doug Headline (scénario), Dupuis, coll. « Aire libre », 2018  (ISBN 978-2-8001-7461-7).

## Récompense
- 2005 : Prix Micheluzzi du meilleur scénariste pour Europa